# Sokółki (powiat Olecki)
Sokółki (Duits: Sokolken; 1938-1945: Halldorf) is een plaats in het Poolse woiwodschap Ermland-Mazurië, in het district Olecki. De plaats maakt deel uit van de landgemeente Kowale Oleckie en telt 250 inwoners.